# Risaralda
Risaralda – departament Kolumbii.  Leży w środkowo-zachodniej części kraju.  Stolicą departamentu Risaralda jest miasto Pereira.
W 1966 wyodrębniony politycznie z departamentu Caldas.  Risaralda jest znana z wysokiej jakości kawy i szybko rozwijających się przemysłów: odzieżowego i spożywczego, a także handlu i usług.
Teren Risaraldy jest bardzo górzysty i ma wiele typów klimatu na bardzo małej powierzchni. Leży w bezpośredniej bliskości portów morskich, takich jak Buenaventura na wybrzeżu Pacyfiku, oraz największych miast Kolumbii – Bogoty, Cali i Medellín – jest szybko rozwijającym się gospodarczo ośrodkiem.

## Gminy
1. Apía
2. Balboa
3. Belén de Umbría
4. Dosquebradas
5. Guática
6. La Celia
7. La Virginia
8. Marsella
9. Mistrató
10. Pereira
11. Pueblo Rico
12. Quinchía
13. Santa Rosa de Cabal
14. Santuario